# Sven-Göran Niklasson

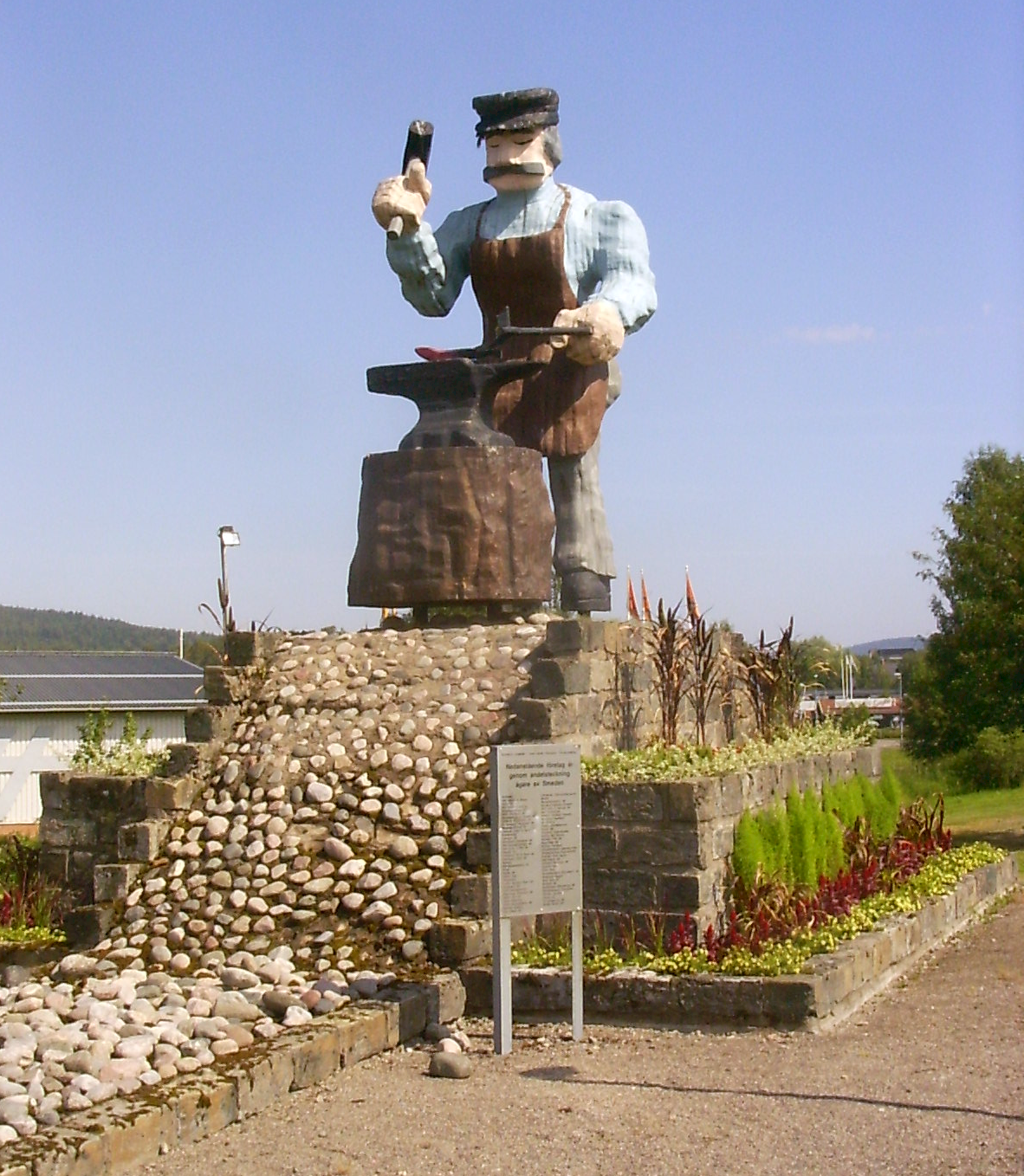
Smeden utanför Smedjebacken.

Sven-Göran Niklasson (även känd som Snidare-Niklas), född 1936, död 2005, var en svensk skulptör och träsnidare. 
Sven-Göran Niklasson är mest känd för sina stora skulpturer och idrottspriser. Åren 1981–89 var han verksam i Hova tillsammans med sin bror, Sören Niklasson, under namnet Niklas 2 Snidare. År 1989 flyttade han till Smedjebacken i Dalarna och etablerade sig där under namnet Snidare-Niklas.

## Verk i urval
- World Cup i längdskidåkning, idrottspris (1985)
- SM i skridskoåkning, idrottspris (1988)
- VM i Orientering, idrottspris (1989)
- JVM i Speedway, idrottspris (1989)
- Hova-Gubben i Hova (numera nermonterad) [1]
- Kronblom, utanför Brunnsparken Adolfsberg Örebro
- Smeden, infarten till Smedjebacken
- Triathlonstatyn, Säter (2003) [2]